# Sagvåg
Sagvåg is een plaats in de Noorse gemeente Stord, provincie Vestland. Sagvåg telt 3263 inwoners (2007) en heeft een oppervlakte van 2,88 km².